# Visconde de Sistelo
Visconde de Sistelo é um título nobiliárquico criado por D. Luís I de Portugal, por Decreto de 3 de Novembro de 1880, em favor de Manuel António Gonçalves Roque.
Titulares
1. Manuel António Gonçalves Roque, 1.º Visconde de Sistelo.[3]

Após a Implantação da República Portuguesa, e com o fim do sistema nobiliárquico, usaram o título: 
1. Francisco José de Andrada Roque de Pinho, 2.º Visconde de Sistelo;
2. Vittorio Luís Solaro Roque de Pinho, 3.º Visconde de Sistelo.